# Kuta Jeumpa (Beutong)
Kuta Jeumpa is een bestuurslaag in het regentschap Nagan Raya van de provincie Atjeh, Indonesië. Kuta Jeumpa telt 268 inwoners (volkstelling 2010).